# Michele Franzé
Michele Franzé, italijanski general, * 12. januar 1947.
V svoji vojaški karieri je bil: poveljnik 1. karabinjerski padalski polk Tuscania (1997–1999), poveljnik Karabinjerske regije Puglia, poveljnik mobilne enote v Trbižu, poddirektor AISE, leta 2011 je postal namestnik poveljujočega generala Korpusa karabinjerjev.